# Mariage de la princesse Élisabeth et de Philip Mountbatten
Le mariage de la princesse Élisabeth et de Philip Mountbatten se déroule le 20 novembre 1947, à l'abbaye de Westminster, à Londres. Il s'agit de la première grande cérémonie qui marque l'après-guerre au Royaume-Uni.

## Rencontre et fiançailles du couple

### Premières rencontres
Bien que cousins issus de germains par le roi Christian IX de Danemark et cousins issus d'issus de germains par la reine Victoria, la princesse Élisabeth du Royaume-Uni et le prince Philippe de Grèce ne font vraiment connaissance qu'en juillet 1939, lors d'une visite de la famille royale britannique au Royal Naval College de Dartmouth. Le prince, qui est cadet de la marine depuis quelques mois, est alors chargé de s'occuper de ses deux jeunes cousines, Élisabeth et Margaret, pendant la visite de leurs parents, le roi George VI et la reine Elizabeth. La princesse, âgée de 13 ans, tombe immédiatement sous le charme de Philippe, âgé de 18 ans, et les deux jeunes gens commencent à échanger des lettres.
Pendant la Seconde Guerre mondiale, le prince Philippe sert dans les flottes de Méditerranée et du Pacifique. Il n'en poursuit pas moins sa correspondance avec Élisabeth, et passe une permission à Windsor en octobre 1941. En 1943, Philippe est également convié à passer Noël avec la famille royale, mais le roi et la reine trouvent leur fille beaucoup trop jeune pour s'engager. Après la guerre, le couple se fiance pourtant secrètement en 1946, lors d'un séjour de Philippe à Balmoral. Non informé de ces fiançailles secrètes, le roi George VI invite peu après le prince Philippe à passer trois semaines au palais de Buckingham.

### Officialisation des fiançailles

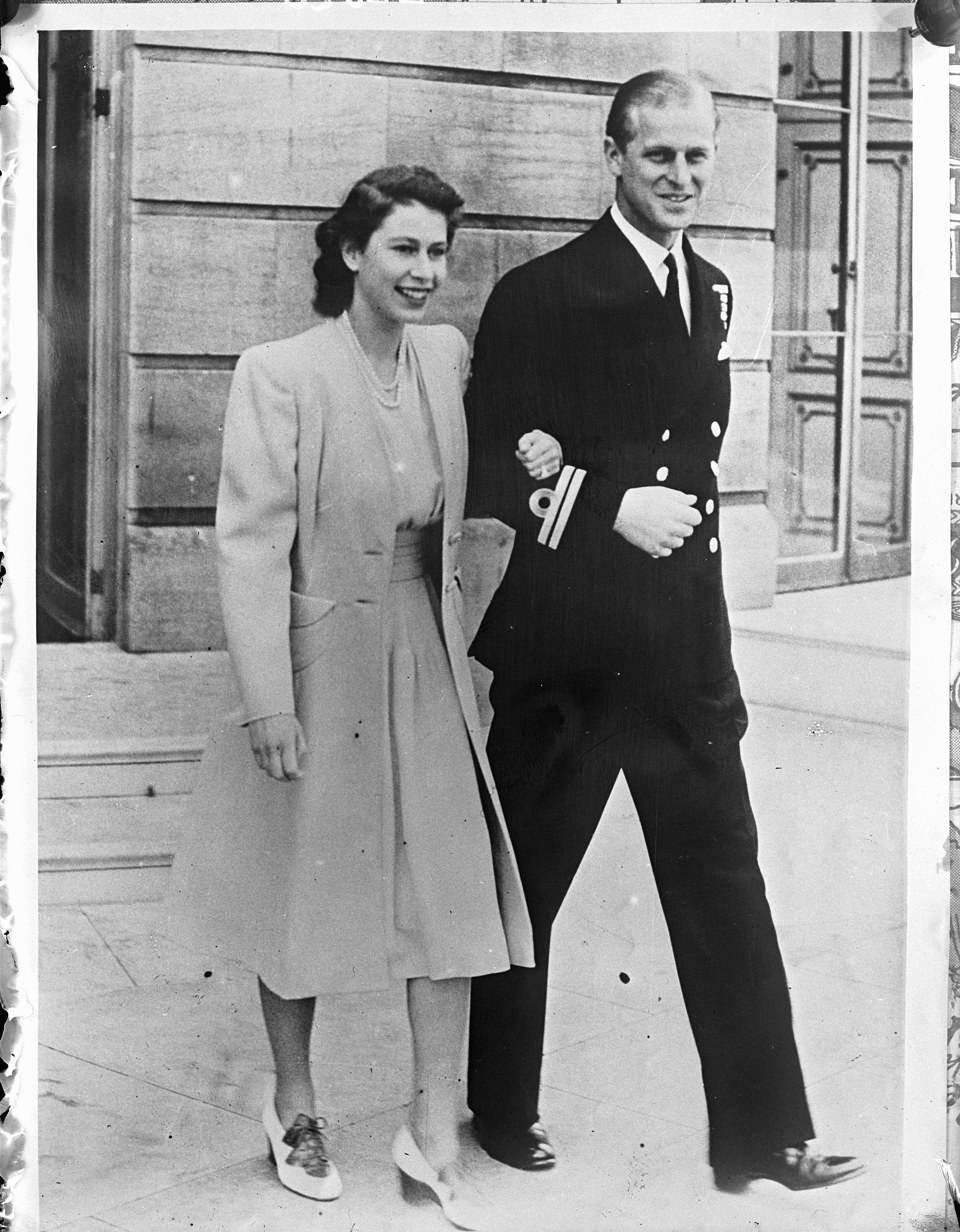
Élisabeth et Philip lors de leurs fiançailles (1947).

En octobre 1946, Élisabeth et Philippe apparaissent ensemble au mariage de Patricia Mountbatten, la fille de Lord Mountbatten, oncle de Philippe. Le roi George VI consent à accorder la main de sa fille à Philippe à condition que les fiançailles officielles soient retardées jusqu'au 21e anniversaire de la princesse, en avril suivant. Entre-temps, le prince Philippe renonce à ses titres royaux grec et danois ainsi qu'à son allégeance à la couronne de Grèce, se convertit de l'orthodoxie grecque à l'anglicanisme, devient sujet britannique par naturalisation et prend officiellement le nom de « Philip Mountbatten », tout ceci étant achevé le 18 mars 1947.
Leurs fiançailles sont officiellement annoncées le 10 juillet 1947. Philip offre à Élisabeth une bague composée d'un solitaire de trois carats, entouré de cinq plus petits diamants sur une monture en platine. Les diamants sont tirés d'un diadème qui appartenait à la mère de Philip, la princesse Alice de Battenberg. Comme cadeaux de fiançailles, Philip reçoit, pour sa part, deux bateaux de plaisance, le Coweslip et le Bluebottle. Le roi George VI lui offre en outre une paire de pistolets de chez Purdey.
Le roi a donné son consentement officiel au mariage au sein de son Conseil privé, conformément au Royal Marriages Act 1772. La même chose a été faite au Canada lors d'une réunion du Conseil privé canadien du roi, le juge en chef du Canada, Thibaudeau Rinfret, agissant à titre d'adjoint du représentant du roi, le gouverneur général du Canada.

## Préparatifs du mariage
Les préparatifs du mariage commencent immédiatement après l'annonce des fiançailles,,. Le rationnement étant encore de rigueur, de nombreux Britanniques envoient des coupons d'habillement à Buckingham pour créer la robe et la traîne de la future mariée,. Ceux-ci leur sont toutefois retournés, le couturier Norman Hartnell (en) ayant reçu une allocation de tissu exceptionnelle. Il confectionne une robe en satin blanc, composée d'un corsage ajusté à la taille et d'une jupe évasée, réhaussée de broderies de perles et de fleurs de cristal. Enfin, un long voile en dentelle fait office de traîne.
Les liens familiaux de Philip avec l'Allemagne effraient la Cour et le gouvernement britanniques, qui craignent à la fois de voir rappeler à l'opinion publique les origines germaniques des Windsor et d'associer publiquement la famille royale à d'anciens membres du parti nazi. En effet, les sœurs de Philip, Marguerite, Théodora et Sophie, ont toutes épousé des princes allemands un temps liés au régime d'Adolf Hitler. Dans ces conditions, Philip se trouve dans l'incapacité de les inviter à ses noces.
La veille de la cérémonie, le 19 novembre 1947, George VI octroie à Philip, élevé peu avant au rang de chevalier de l'ordre de la Jarretière, les titres de duc d'Édimbourg, comte de Merioneth et baron Greenwich, avec le traitement d'altesse royale. Philip passe la soirée au Dorchester Hotel à Londres en compagnie de son cousin David Mountbatten, de son futur écuyer Michael Parker et de son oncle Louis Mountbatten. Au grand déplaisir du palais, la nuit se termine dans un pub de la capitale.

## Déroulement
Élisabeth et Philip convolent le 20 novembre 1947 à 11 h 30, à l'abbaye de Westminster. La princesse Élisabeth est le dixième membre de la famille royale à se marier à l'abbaye. Il s'agit de la première grande cérémonie au Royaume-Uni depuis la fin de la guerre. Aussi, le mariage princier suscite une immense ferveur populaire comme en témoigne la foule de Britanniques présents dans les rues sur le chemin du cortège nuptial.

### Des imprévus de dernière minute
Le matin même de la cérémonie, Élisabeth et sa mère doivent faire face à la dernière minute à quelques soucis. Ainsi, le diadème en diamants de la princesse, inspiré des coiffures traditionnelles russes, se brise. Un orfèvre de chez Garrard & Co, joaillier officiel de la Couronne britannique, est alors dépêché au palais pour réaliser une réparation improvisée. Ensuite, le double collier de perles que doit porter la princesse, cadeau du roi George VI et de la reine Elizabeth, est égaré, de même que le bouquet de fleurs de la mariée. Celui-ci est finalement retrouvé dans un réfrigérateur, où un domestique l'avait placé pour lui garder sa fraîcheur.

### Cérémonie à Westminster

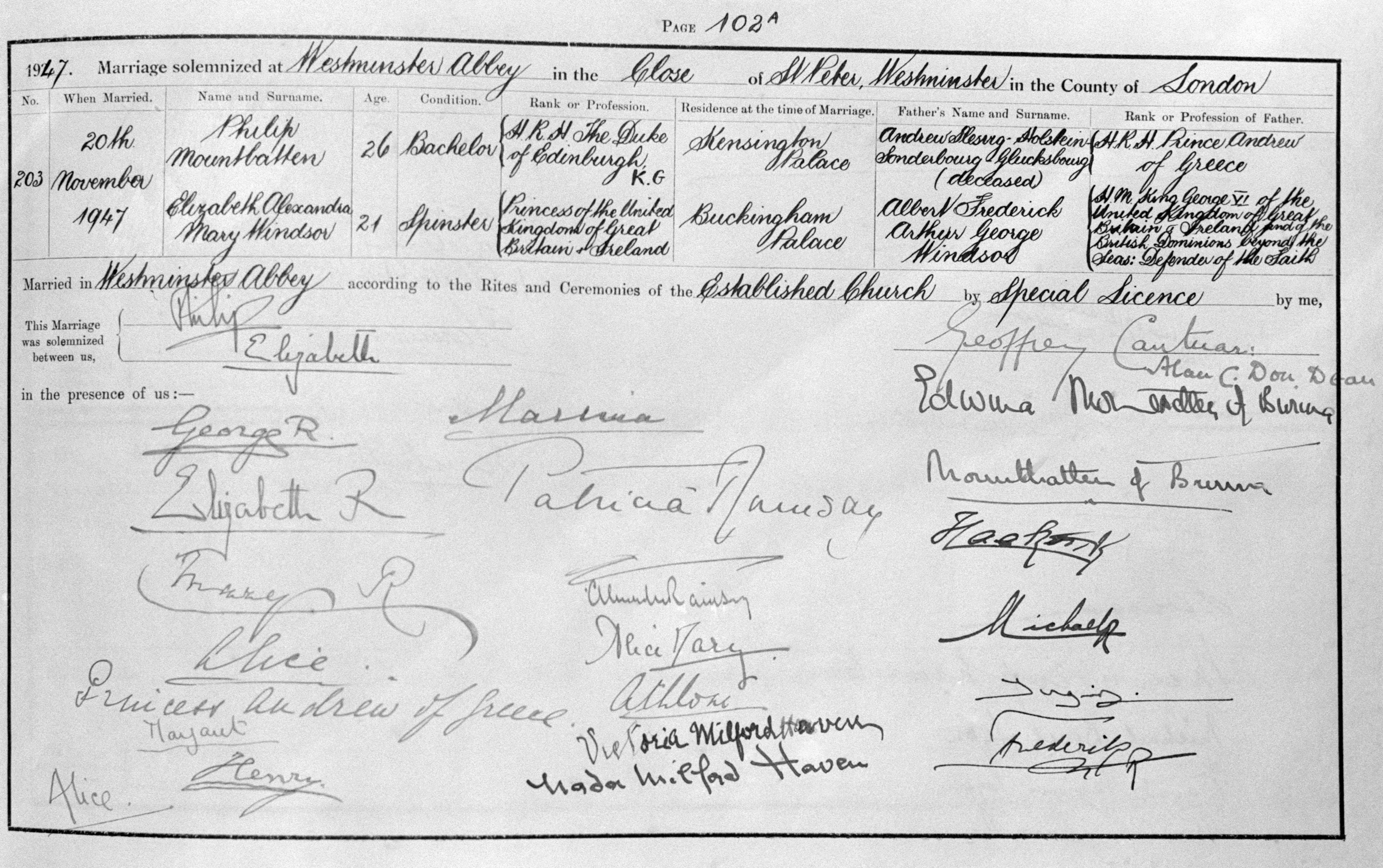
Certificat de mariage d'Élisabeth et Philip dans le registre de l'abbaye de Westminster, signé par l'ensemble des témoins des mariés (1947).

Pour la première fois, la BBC est autorisée à pénétrer dans l'abbaye de Westminster pour retransmettre la cérémonie. Ce privilège lui avait été refusé, vingt-quatre ans auparavant, lors du mariage de George VI et d'Elizabeth Bowes-Lyon. Il est 11 h 15 lorsque la princesse quitte le palais de Buckingham au côté de son père, à bord du carrosse d'État irlandais. Les deux pages d'Élisabeth sont ses cousins, les princes Michael de Kent et William de Gloucester, vêtus d'un kilt Royal Stuart.
À l'intérieur de l'abbaye sont présents 2 500 invités, parmi lesquels de nombreuses têtes couronnées européennes (dont les rois Frédéric IX de Danemark, Haakon VII de Norvège, Michel Ier de Roumanie, la reine Frederika de Grèce et l'ancien roi Pierre II de Yougoslavie). Outre les sœurs de Philip, on constate aussi l'absence du duc de Windsor, qui n'a pas été invité à la cérémonie.
Bien que future souveraine, Élisabeth a tenu, comme la reine Victoria avant elle, à faire vœu d'obéissance à son mari. Son alliance est en or des mines de Dolgellau, au pays de Galles. Cependant, l'atmosphère pesante fera dire à l'archevêque de Cantorbéry que « cette union ressemble à celle d'une villageoise qui se serait mariée dans une église d'un village reculé des Dales »,.

### Retour au palais de Buckingham
Après la cérémonie, les mariés se retrouvent au palais de Buckingham pour un déjeuner qui réunit 150 convives. En raison des problèmes d'approvisionnement, les mets servis sont assez simples : filets de sole, perdreaux accompagnés de haricots verts et de pommes noisettes, bombes glacées, friandises,. Huit gâteaux gigantesques sont réalisés à partir d'ingrédients envoyés par les territoires de l'Empire, tels le Canada, l'Australie, l'Inde et la Jamaïque.
Le repas terminé, le duc et la duchesse d'Édimbourg apparaissent au balcon de Buckingham pour saluer la foule, estimée par Scotland Yard à deux millions de personnes. En fin de journée, le couple princier rejoint en voiture découverte la gare de Waterloo à destination du manoir de Broadlands, propriété de Lord Mountbatten dans le Hampshire, où il passe sa lune de miel, avant de s'installer dans un appartement du palais de Buckingham à la fin de 1947.

## Descendance et accession au trône
Du mariage d'Élisabeth et Philip naissent quatre enfants :
- Charles III (1948), roi du Royaume-Uni, qui épouse en 1981 Diana Spencer (1961-1997), dont il divorce en 1996, avant de se remarier en 2005 avec Camilla Shand (1947) ;
- Anne (1950), princesse royale, qui épouse en 1973 Mark Phillips (1948), dont elle divorce en 1992, avant de se remarier la même année avec Timothy Laurence (1955) ;
- Andrew (1960), duc d'York, qui épouse en 1986 Sarah Ferguson (1959), dont il divorce en 1996 ;
- Edward (1964), duc d'Édimbourg, qui épouse en 1999 Sophie Rhys-Jones (1965).

En 1949, le couple emménage à Clarence House, non loin de Buckingham. À l'automne, le roi George VI autorise Philip à reprendre du service dans la Marine britannique. Le couple s'installe alors à Malte, dans une villa (en) mise à leur disposition par Louis Mountbatten. En 1950, alors qu'Élisabeth est rentrée à Londres, Philip est promu lieutenant-commandant à bord du HMS Magpie. Mais la carrière navale du duc est brutalement interrompue lorsque, le 6 février 1952, le roi George VI meurt d'une thrombose coronaire, à l'âge de 56 ans. La princesse devient reine du Royaume-Uni sous le nom d'Élisabeth II. Contrairement à la pratique voulant que la maison royale prenne le nom de Mountbatten, Winston Churchill incite la souveraine à conserver le nom de Windsor. Toutefois, depuis un décret en conseil de 1960, les descendants de Philip et Élisabeth ne portant pas de titres royaux peuvent utiliser le nom de famille Mountbatten-Windsor. En 1957, la reine accorde à son époux le titre de prince du Royaume-Uni,.